# Arroyo de Trofas
El arroyo de Trofas es un afluente por la derecha del río Manzanares, que recorre la zona noroccidental de la Comunidad de Madrid (España). Atraviesa los espacios naturales protegidos de la Sierra del Hoyo y del Monte de El Pardo, incluidos dentro del Parque Regional de la Cuenca Alta del Manzanares. Está integrado en la cuenca hidrográfica del Tajo, donde tributa el Manzanares, a través del Jarama.

## Curso
El arroyo nace en el término de Hoyo de Manzanares, en la Sierra del Hoyo. Se adentra después en el municipio de Torrelodones, a través del núcleo de población Los Peñascales. Aquí pasa por la urbanización Arroyo de Trofas, a la que da nombre. 
Sin salir de Los Peñascales, es retenido en el embalse de Gabriel Enríquez de la Orden. Cruza posteriormente la valla del Monte de El Pardo, enclave perteneciente al término de Madrid, donde amplía su valle. Por este paraje transita hasta su desembocadura en el río Manzanares, cerca de la línea de ferrocarril Madrid-Ávila-Segovia, a varios kilómetros del pueblo de El Pardo. 

## Valores ambientales
La práctica totalidad de su curso se encuentra protegida a través del Parque Regional de la Cuenca Alta del Manzanares, en el que íntegramente se encuentran incluidos Hoyo de Manzanares y el Monte de El Pardo y, parcialmente, Torrelodones.
Se trata de la segunda corriente fluvial más importante del Monte de El Pardo, después del río Manzanares. De ahí su importancia ecológica, ya que actúa como corredor biológico que conecta la Sierra del Hoyo y el citado monte. De él se benefician numerosas especies de mamíferos, aves y, sobre todo, reptiles y anfibios, protegidos en la Comunidad de Madrid. Los bancos del río en Torrelodones también acomodan el olmo blanco, Ulmus laevis; la especie es una rareza en España.
A pesar de su relevancia ambiental, diferentes asociaciones ecologistas han denunciado reiteradamente la alta contaminación de sus aguas, provocada por los vertidos de los dos primeros municipios por los que discurre.